# Витор Уго
Витор Уго Франшесколи де Соуза (порт.-браз. Vitor Hugo Franchescoli de Souza более известный, как Витор Уго порт.-браз. Vitor Hugo; род. 20 мая 1991 года в Гуараси, Бразилия) — бразильский футболист, защитник клуба «Баия», выступающий на правах аренды за клуб «Панатинаикос».

## Биография
Витор Уго — воспитанник клуба «Санту-Андре». 26 мая 2010 года в матче против «Португеза Сантиста» он дебютировал в бразильской Серии B. 1 сентября в поединке против «Баии» Витор забил свой первый гол за «Санту-Андре». В 2011 году Витор Уго перешёл в «Спорт Ресифи», но так и не дебютировал за команду. В начале 2012 года Витор присоединился к «Итуано». 2 февраля в матче Лиги Паулиста против «Коринтианс» он дебютировал за новый клуб. 18 февраля в поединке против «Катандувенсе» Витор Уго забил свой первый гол за «Итуано». Летом того же года Витор на правах аренды перешёл в «Сеара». 26 мая в матче против «Гуарантингеты» он дебютировал за новую команду.
В 2013 году Витор Уго перешёл в «Америка Минейро». 26 мая в матче против «Гуарантингета» он дебютировал за новую команду. 7 августа в поединке против «Пайсанду» Витор забил свой первый гол за «Америку Минейро».
В начале 2015 года Витор Уго на правах аренды перешёл в «Палмейрас». 31 января в матче Лиги Паулиста против «Гремио Аудакс» Витор дебютировал за новый клуб. 12 марта в поединке против «Сантоса» Витор забил свой первый гол за «Палмейрас». 9 мая в матче против «Атлетико Минейро» он дебютировал в бразильской Серии A. Витор Уго помог клубу выиграть Кубок Бразилии. По окончании аренды «Палмейрас» выкупил трансфер игрока. В 2016 году Витор помог команде выиграть чемпионат.
Летом 2017 года Витор Уго перешёл в итальянскую «Фиорентину». Сумма трансфера составила 8 млн. евро. 20 августа в матче против миланского «Интера» он дебютировал в итальянской Серии A. 11 марта 2018 года в поединке против «Беневенто» Витор забил свой первый гол за «Фиорентину».

## Титулы и достижения
- Чемпион штата Сан-Паулу (1): 2020
- Чемпион Бразилии (1): 2016
- Чемпион Кубка Бразилии (1): 2015